# 曾重生
曾重生（1993年—），男，广东澄海人，中国国际象棋棋手，国际象棋特级大师。